# Траляля и Труляля
Траляля и Труляля (пер. Н. Демуровой), Тилибом и Тарарам (пер. В. Орла), Тец и Тик (пер. Л. Яхнина), Твидлдам и Твидлди (англ. Tweedledum and Tweedledee) — персонажи книги «Алиса в Зазеркалье» Льюиса Кэрролла и английских детских стишков. Возможно, впервые появились в эпиграмме Джона Байрома на композиторов Генделя и Бонончини. Впоследствии в западной поп-культуре эти имена часто использовались для насмешливого обозначения любых двух человек, очень похожих внешностью и манерами.

## Стихи
Раз Труляля и Траляля
Решили вздуть друг дружку,
Из-за того, что Траляля
Испортил погремушку, —
Хорошую и новую испортил погремушку.
Но ворон, черный, будто ночь.
На них слетел во мраке.
Герои убежали прочь,
Совсем забыв о драке. —
Тра-ля-ля-ля, тру-ля-ля-ля, совсем забыв о драке.
(перевод Д. Г. Орловской)
Tweedledum and Tweedledee
Agreed to have a battle;
For Tweedledum said Tweedledee
Had spoiled his nice new rattle.
Just then flew down a monstrous crow,
As black as a tar-barrel;
Which frightened both the heroes so,
They quite forgot their quarrel.
(оригинал)

## Первое упоминание
В 1720 г. разгорелась вражда между Георгом Фридрихом Генделем, немецким композитором, жившим в Англии, и итальянским композитором Джованни Баттиста Бонончини. Джон Байром, известный в XVIII в. английский поэт, автор гимнов и преподаватель стенографии, написал эпиграмму:
| Одни твердят, что рядом с Бонончини Минхеер Гендель — неуч и разиня. Другие: Бонончини после Генделя? — Маэстро пуст, как серединка кренделя. Но я молчу, ища названья для Отличья Труляля от Траляля. | Some say, compar’d to Bononcini That Mynheer Handel’s but a Ninny Others aver, that he to Handel Is scarcely fit to hold a Candle Strange all this Difference should be 'Twixt Tweedle-dum and Tweedle-dee! |

Основывался ли Байром на каком-то фольклорном стихотворении или же наоборот, оно выросло из последней строчки Байрома — неизвестно. Английские фольклористы Иона и Питер Оупи отмечают в своем классическом труде об английских народных песенках, что последние две строки приписывают также Александру Попу и Джонатану Свифту.

## Алиса в Зазеркалье
Траляля и Труляля упомянуты в списке фигур, помещённом Кэрролом перед самим текстом сказки. Оба они — белые. Предполагается что они — ладьи.
Первое упоминание о Траляля и Труляля происходит, когда Чёрная Королева указывает путь к королевскому престолу Алисы. По её данным, дома Траляля и Труляля находятся между железной дорогой и лавкой Овцы.
Далее Алиса видит указатели «К дому Траляля» и «К дому Труляля». Указывают они в одну сторону. Алиса решает идти по указателям, пока не дойдёт до развилки. Потом Алиса понимает, что Траляля и Труляля живут вместе.
Алиса принимает Траляля и Труляля за два куля с шерстью, впрочем недоразумение быстро выясняется. При встрече Алиса сразу же вспоминает стишок и действия развиваются, в целом, в соответствии с ним. Алиса просит братьев показать ей выход из леса, однако те не особо торопятся с этим. Они танцуют, потом рассказывают Алисе стихи о Морже и Плотнике и показывают спящего Чёрного Короля. Затем всё происходит в соответствии с событиями стишка — Труляля нашёл поломанную погремушку и братья решают вздуть друг дружку, однако прилетает ворон и братья прячутся в лесу, а Алиса встречается с Белой Королевой, ищущей шаль, унесённую ветром, который поднял ворон.